# Абри-Саси (Виченца)
Абри-Саси (итал. Abri-Sassi) је насеље у Италији у округу Виченца, региону Венето.
Према процени из 2011. у насељу је живело 20 становника. Насеље се налази на надморској висини од 736 м.